# Kreis Olt

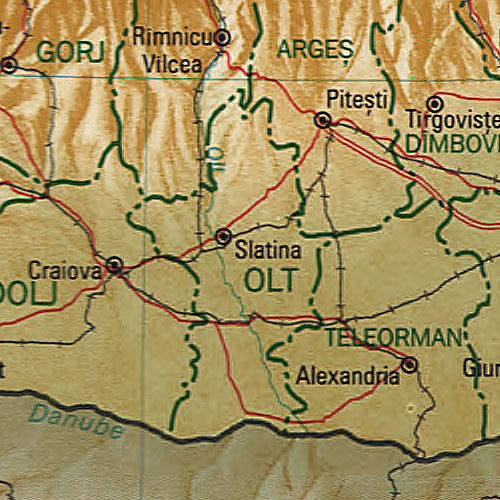
Karte des Kreises Olt

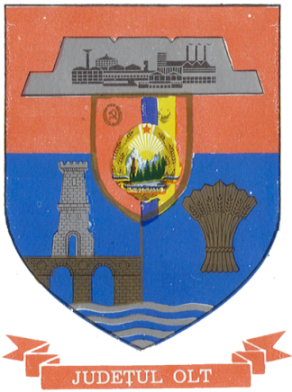
Wappen des Kreises Olt, zur Zeit des Realsozialismus

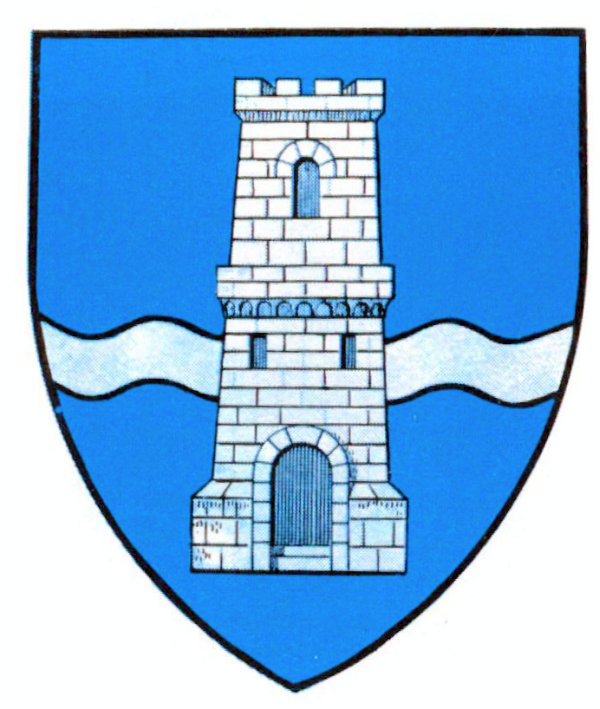
Wappen des Kreises Olt, in der Zwischenkriegszeit

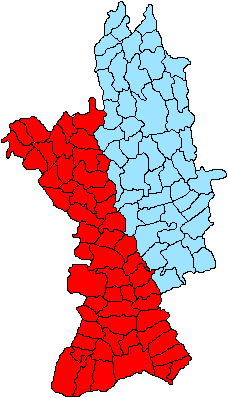
Die Ortschaften in der Kleinen Walachei sind rot dargestellt. Die Ortschaften in der Großen Walachei sind hellblau dargestellt

Olt ist ein rumänischer Kreis (Județ) in der Region Walachei mit der Kreishauptstadt Slatina. Er ist benannt nach dem gleichnamigen Fluss Olt, seine gängige Abkürzung und das Kfz-Kennzeichen sind OT.
Der Kreis Olt grenzt im Norden an die Kreise Vâlcea und Argeș, im Osten an die Kreise Argeș und Teleorman, im Süden an Bulgarien und im Westen an den Kreis Dolj.

## Demografie
Im Jahr 2002 hatte der Kreis 489.274 Einwohner und eine Bevölkerungsdichte von 89 Einwohnern pro km².
Bei der Volkszählung 2011 hatte der Kreis Olt 436.400 Einwohner, somit eine Bevölkerungsdichte von 79 Einwohnern pro km².
2021 war die Bevölkerungsanzahl erneut rückgängig (383.280), was eine Bevölkerungsdichte von 69,71 Einwohnern pro km² ergab. 

## Geographie
Der Kreis hat eine Gesamtfläche von 5498 km², dies entspricht 2,30 % der Fläche Rumäniens.
Im Süden Rumäniens gelegen, wird der Kreis vom Fluss Olt (Alt) auf einer Länge von ca. 100 Kilometer in Nord-Süd-Richtung durchquert. Der Teil westlich des Flusses liegt in der Kleinen Walachei, während der Teil östlich davon in der Großen Walachei liegt. Im Süden grenzt der Kreis Olt auf einer Länge von 47 Kilometer an die Donau.

## Städte und Gemeinden
Der Kreis Olt besteht aus offiziell 390 Ortschaften. Davon haben acht den Status einer Stadt, 104 den einer Gemeinde und die übrigen sind administrativ den Städten und Gemeinden zugeordnet.

### Größte Orte
| Stadt/Gemeinde            | Einwohnerzahl |
| ------------------------- | ------------- |
| Slatina                   | 63.487        |
| Caracal                   | 27.403        |
| Balș                      | 16.114        |
| Corabia                   | 13.527        |
| Scornicești               | 10.795        |
| Drăgănești-Olt            | 09.721        |
| Piatra-Olt                | 06.000        |
| Potcoava                  | 05.229        |
| Fărcașele                 | 04.215        |
| Osica de Sus              | 04.147        |
| Izbiceni                  | 04.120        |
| Tia Mare                  | 03.870        |
| Brastăvațu                | 03.860        |
| Rusănești                 | 03.843        |
| (Stand: 1. Dezember 2021) |               |